# Marc Speicher

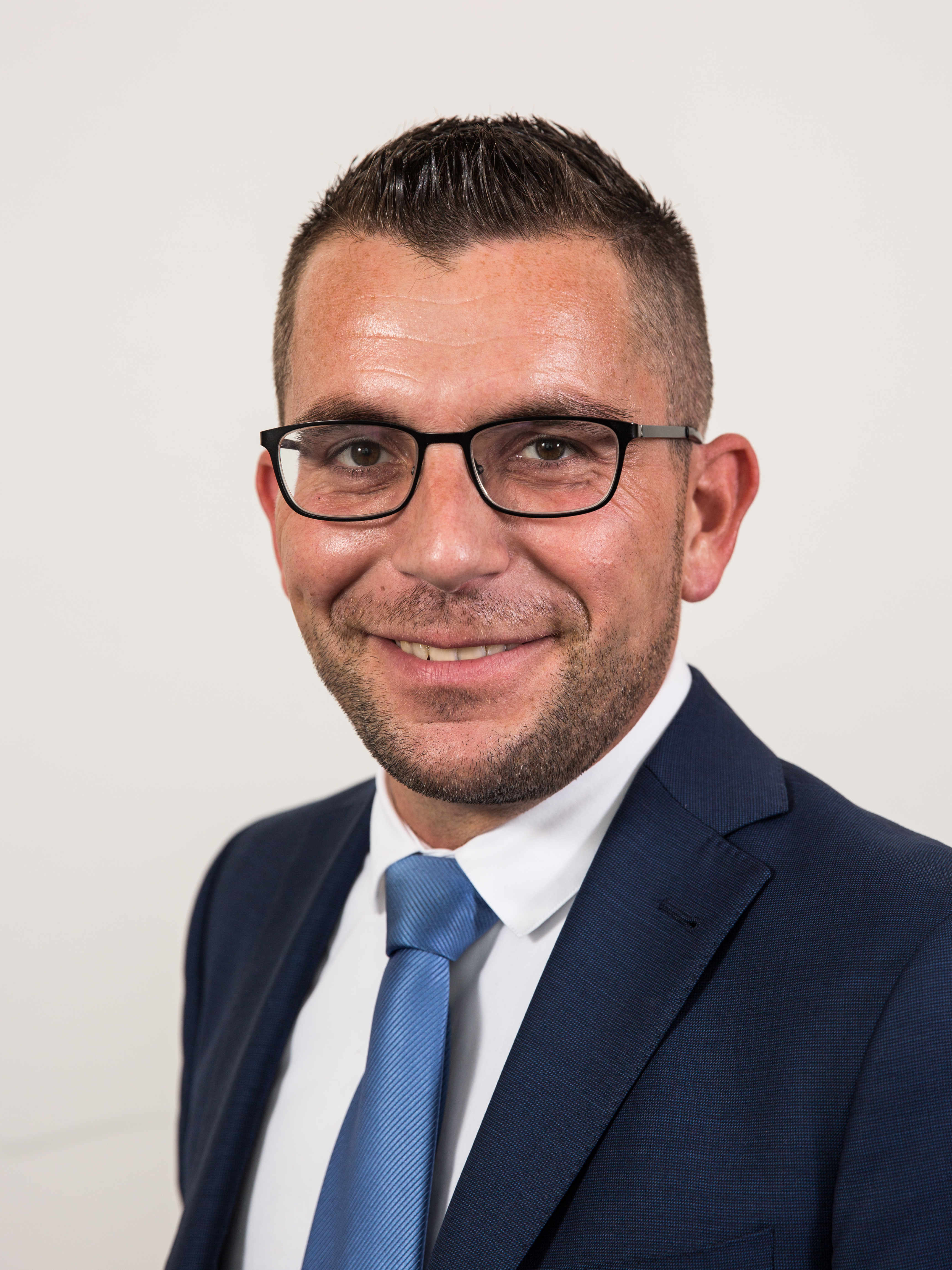
Marc Speicher (2017)

Marc Daniel Johannes Speicher (* 3. November 1984 in Saarlouis) ist ein deutscher Politiker (CDU). Seit 2024 ist er Oberbürgermeister von Saarlouis. Zuvor war er von 2017 bis 2024 Abgeordneter des Saarländischen Landtags. Speicher ist Mitglied des CDU-Bundesvorstandes.

## Leben
Marc Speicher stammt aus dem Saarlouiser Stadtteil Roden. Nach dem Abitur 2004 am Robert-Schuman-Gymnasium in Saarlouis machte er eine Lehre zum Bankkaufmann und studierte anschließend Wirtschaft und Recht an der Universität des Saarlandes. Dort war er Lehrbeauftragter sowie Mitglied im Allgemeinen Studierendenausschuss. Neben dem Studium arbeitete er in Teilzeit bei der Bank weiter. Später war er Referent für die Bundestagsabgeordneten Peter Altmaier und Anette Hübinger. Unmittelbar vor der direkten Wahl in den Landtag war Speicher Planungs- und Grundsatzreferent des CDU-Landesverbandes sowie Pressesprecher der Landesvorsitzenden Annegret Kramp-Karrenbauer und des Generalsekretärs Roland Theis.

## Politik
Marc Speicher trat mit 14 Jahren nach der Bundestagswahl 1998 in die Junge Union (JU) und zwei Jahre später in die CDU ein. Er gründete 1999 die Junge Union in seinem Heimatort Roden und wurde deren Vorsitzender. Dieses Amt übte er 14 Jahre lang aus. 2005 wurde er Mitglied im Saarlouiser Stadtrat. Im Stadtrat ist er Mitglied im Haupt- und Finanzausschuss, im Werksausschuss der Eigenbetriebe, dem Ausschuss für Wirtschaftsförderung, Stadtmarketing und Tourismus, im Liegenschaftsausschuss sowie im Ausschuss für Kultur. Als Vertreter der Kreisstadt Saarlouis gehört er dem Aufsichtsrat der Gemeinnützigen Bau- und Siedlungsgesellschaft (GBS Saarlouis), dem Aufsichtsrat der Stadtwerke und der Netzwerke Saarlouis, dem Integrationsbeirat und dem Beirat der Volkshochschule Saarlouis an.
Der CDU-Stadtratsfraktion gehörte er ab 2002 als Vorsitzender des JU-Stadtverbandes Saarlouis an. Speicher war von 2002 bis 2013 JU-Stadtverbandsvorsitzender und von 2012 bis 2016 JU-Kreisvorsitzender. Acht Jahre lang war Speicher Mitglied der Bundeskommission Wirtschaft der Jungen Union Deutschlands. Seit 2005 ist er im Landesvorstand der Jungen Union Saar. Seit 2005 ist er außerdem Mitglied im Landesvorstand der CDU. Seit 2002 ist er Mitglied der Christlich-Demokratische Arbeitnehmerschaft (CDA) und war von 2015 bis 2018 deren Kreisvorsitzender in Saarlouis. Speicher ist ferner seit 2017 Mitglied im CDA-Bundesvorstand, seit 2022 gehört er darüber hinaus dem geschäftsführenden CDA-Bundesvorstand an. Seit Juni 2017 ist er Landesvorsitzender der CDA im Saarland.
Von 2014 bis 2017 war Speicher Pressesprecher und Referent für Grundsatzfragen der CDU Saar.
Der Landesparteitag der CDU Saar wählte Speicher am 4. November 2017 zum ersten Mitgliederbeauftragten des Landesverbandes. Speicher ist ferner Ortsvorsitzender der CDU in Roden. Innerhalb der CDU war Speicher außerdem bis 2021 politischer Geschäftsführer des mit rund 3.000 Mitgliedern mitgliederstärksten Kreisverbandes des Saarlandes, seither ist er stellvertretender Kreisvorsitzender.
Als Nachfolger von Georg Jungmann ist er seit 2019 Vorsitzender des CDU-Stadtverbandes in Saarlouis.
Auf dem Parteitag der CDU 2021, der digital durchgeführt worden ist, wurde er in den CDU-Bundesvorstand gewählt. Er gehört dem Bundesvorstand als jüngstes männliches Mitglied an und erhielt bei der Briefwahl 856 Stimmen (89,07 %).

### Landtagsmandat
Bei der Landtagswahl 2017 wurde Marc Speicher direkt in den 16. Saarländischen Landtag gewählt und gehörte bis zu seinem Ausscheiden Ende September 2024 der CDU-Landtagsfraktion an. Er war Vorsitzender des Arbeitskreises für Arbeitnehmerfragen und Sprecher für Arbeits-, Industrie- und Energiepolitik seiner Fraktion. Er gehörte im Landtag dem Ausschuss für Haushaltsfragen und Finanzen, dem Ausschuss für Wirtschaft, Arbeit, Energie und Verkehr und dem Ausschuss zur Prüfung der Haushaltsrechnung an. Von 2017 bis 2018 war er auch ordentliches Mitglied im Ausschuss für Datenschutz und Informationssicherheit, von 2017 bis 2019 darüber hinaus Mitglied im Ausschuss für Grubensicherheit und Nachbergbau. Speicher wurde von der CDU als Mitglied in den Untersuchungsausschuss zum „System der Sportförderung“ bestimmt. Der U-Ausschuss beschäftigte sich mit den Affären und Verfahren beim Landessportverband, bei dem viele CDU-Politiker ins Fadenkreuz der öffentlichen Kritik gerieten. Die CDU-Landtagsfraktion entsendete ihn 2019 außerdem in die neu eingerichtete Enquete-Kommission zur Digitalisierung. 2018 wurde Speicher als Nachfolger von Alexander Funk zum Vorsitzenden des Ausschusses zur Prüfung der Haushaltsrechnung gewählt. Während der Corona-Pandemie war Speicher Mitglied des siebenköpfigen Notparlamentes, das von März bis April 2020 die Aufgaben des Landtages als parlamentarisches Verfassungsorgan wahrgenommen hat.
Bei der Landtagswahl 2022 wurde er erneut in den Landtag gewählt. Er gehörte weiter dem Haushalts- und Finanzausschuss, dem Ausschuss für Wirtschaft, Innovation, Digitales und Energie und dem Ausschuss für Arbeit, Soziales, Frauen und Gesundheit an. Im Haushaltsprüfungsausschuss führt er erneut den Vorsitz.
Im Zuge seines Amtsantritt als Oberbürgermeister von Saarlouis legte er sein Landtagsmandat Ende September 2024 nieder. Für ihn rückte Christopher Salm in den Landtag nach.

### Oberbürgermeisterwahl
Bei der Wahl zum Oberbürgermeister von Saarlouis siegte Speicher in der Stichwahl am 23. Juni 2024 mit 53 Prozent vor dem SPD-Kandidaten Florian Schäfer, der auf 47 Prozent kam. Im ersten Wahlgang lagen beide Kandidaten noch gleichauf bei 42 Prozent deutlich vor den Kandidaten von AfD und FDP. Speicher löst damit den bisherigen Oberbürgermeister Peter Demmer (SPD) ab, der aus Altersgründen nicht mehr angetreten war. Die Amtsübernahme ist im Oktober 2024 geplant.

## Sonstiges
Speicher zählt zum Autorenteam des 2010 erschienenen Werkes zur Saarlouiser Geschichte, Chronik der Stadt Saarlouis 1680–2005. Er konzipierte zusammen mit Benedikt Loew, dem Leiter des Stadtmuseums, die Sonderausstellung 100 Jahre Hauptbahnhof  Saarlouis. Außerdem ist er Vorstandsmitglied des Fördervereins „Die Rodener“ und gehört unter anderem dem Geschichtskreis Roden, der Geschichtswerkstatt Saarlouis sowie der Vereinigung für Heimatkunde an. Er ist außerdem Autor der 2001 erschienenen Publikation „Roden im Wandel der Geschichte“.
Speicher ist Mitglied des Presseclubs Saar, der Wirtschaftsvereinigungen „wiwis united“ und des „Bundesverbandes Deutscher Volks- und Betriebswirte“ sowie der Europa Union / Union Europäischer Föderalisten und der Deutschen-Atlantischen Gesellschaft.